# Miro Kwasnica
Miro Kwasnica, né le 13 juin 1935 à Wakaw en Saskatchewan et mort le 24 décembre 2023 à Saanichton (en) en Colombie-Britannique, est un enseignant et homme politique provincial canadien de la Saskatchewan.
Il représente la circonscription de Cut Knife-Lloydminster à l'Assemblée législative de la Saskatchewan à titre de député du Nouveau Parti démocratique de la Saskatchewan de 1967 à 1978.

## Biographie
Né le 13 juin 1935 à Wakaw en Saskatchewan, Kwasnica est le fils de Peter Kwasnica et d'Alice Bayers, tous deux immigrants provenant d'Ukraine. Après avoir étudié à Wakaw, il complète sa formation à la Saskatoon Teachers' College (en) et à l'Université de la Saskatchewan. S'établissant à Lloydminster, il épouse Patricia Alice Guggemnmos, mais le couple finit par divorcer,.
Il représente la circonscription de Cut Knife-Lloydminster à l'Assemblée législative de la Saskatchewan à titre de député du Nouveau Parti démocratique de la Saskatchewan de 1967 à 1978.
Miro Kwasnica meurt le 24 décembre 2023 à l'hôpital Saanich Peninsula de Saanichton (en) en Colombie-Britannique à l'âge de 88 ans.